# Roman Jebavý
Roman Jebavý (* 16. listopadu 1989 Turnov) je bývalý český tenista, který profesionální kariéru ukončil na srpnovém Svijany Open 2024. Na okruhu ATP Tour vyhrál čtyři deblové turnaje. Na challengerech ATP a okruhu ITF získal pět titulů ve dvouhře a padesát devět ve čtyřhře.
Na žebříčku ATP byl ve dvouhře nejvýše klasifikován v září 2013 na 297. místě a ve čtyřhře pak v březnu 2019 na 43. místě. Trénoval ho Lukáš Dlouhý.
V českém daviscupovém týmu debutoval v roce 2017 světovou baráží proti Nizozemsku, v níž s Pavláskem prohráli čtyřhru. Nizozemci zvítězili 3:2 na zápasy. Do debla zasáhl i s Rosolem ve světové baráži 2018 proti Maďarsku. V soutěži nastoupil ke dvěma mezistátním utkáním s bilancí 0–0 ve dvouhře a 0–2 ve čtyřhře.

## Tenisová kariéra
Narodil se v Turnově a od jednoho roku žil v Jilemnici, kde začínal s tenisem. Poté hrál v Jablonci nad Nisou a následně přešel do štvanického klubu I. ČLTK Praha.
Ve Wimbledonu 2007 se v páru se Slovákem Martinem Kližanem probojovali do finále juniorské čtyřhry, v němž podlehli dvojici Matteo Trevisan a Daniel López. Jako nejvýše nasazení pak vstupovali s Bělorusem Uladzimirem Ignatikem do juniorského debla US Open 2007, kde byli vyřazeni v semifinále pozdějšími vítězi Jonathanem Eyssericem a Jeromem Interzillem. Na téže newyorské juniorce podlehl jako sedmý nasazený ve čtvrtfinále dvouhry pozdějšímu šampionu Ričardasu Berankisovi z Litvy. V juniorské kategorii byl nejvýše klasifikován v lednu 2007 na 3. místě světového kombinovaného žebříčku ITF.

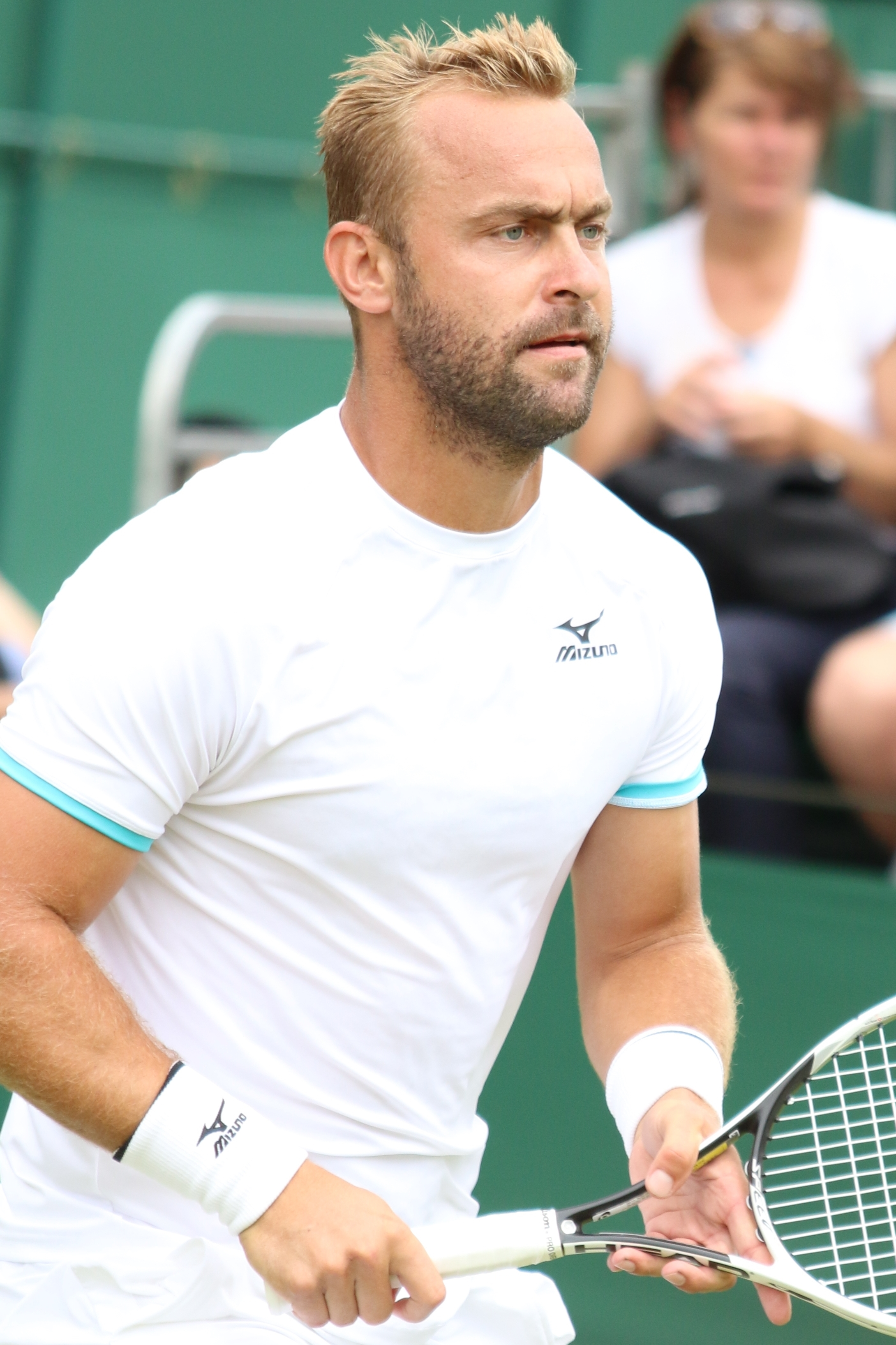
Ve čtyřhře Wimbledonu 2019

V rámci hlavních soutěží událostí okruhu ITF debutoval v květnu 2005, když na turnaj v Jablonci nad Nisou obdržel divokou kartu. V úvodním kole podlehl krajanu Michalu Konečnému ve třech setech. Premiérový titul na challengerech si odvezl z červencové čtyřhry Prague Open 2014, do níž nastoupil s Jiřím Veselým. Ve finále zdolali zdolali tchajwansko-čínský pár Lee Hsin-han a Čang Ce po hladkém dvousetovém průběhu. K trofeji uvedl: „Tak snadné jsem to nečekal. Ale oba jsme dnes hráli výborně. Na co jsme sáhli, to se nám povedlo.“ Průnik mezi sto nejlepších deblistů světa zaznamenal 13. února 2017, když se na žebříčku ATP posunul ze 101. na 98. příčku.
Ve dvouhře okruhu ATP Tour debutoval kvalifikačním turnajem Kremlin Cup 2013 v Moskvě. Ve druhém kole vypadl s Rusem Konstantinem Kravčukem. Premiérový odehraný zápas v hlavní soutěži této úrovně dosáhl ve čtyřhře Croatia Open Umag 2015, kde byli s Veselým na úvod vyřazeni španělským párem Roberto Bautista Agut a David Marrero až v supertiebreaku. Do premiérového finále na okruhu ATP Tour postoupil během květnového Istanbul Open 2017, když v závěrečném duelu deblové soutěže s Jiřím Veselým deklasovali turecko-italskou dvojici Tuna Altuna a Alessandro Motti, startující na divokou kartu, dvěma „kanáry“. Na turnaji hrál již jako česká deblová jednička, když mu patřila 94. příčka žebříčku. Šest míst za ním zaostával druhý český tenista ve světové klasifikaci Radek Štěpánek. Bodový zisk jej po turnaji 8. května 2017 posunul na nové kariérní maximum, 73. pozici ve čtyřhře.
Druhou trofej si odvezl z petrohradské čtyřhry St. Petersburg Open 2017, když po boku Nizozemce Matwého Middelkoopa ve finále zdolali chilsko-argentinské turnajové jedničky Julia Peraltu s Horaciem Zeballosem po dvousetovém průběhu. V následném vydání žebříčku ATP čtyřhry se poprvé posunuli na 52. příčku. Hlavní soutěž v nejvyšší grandslamové kategorii poprvé odehrál v páru s Jiřím Veselým v mužském deblu French Open 2017. Po výhře nad osmou nasazenou dvojicí Raven Klaasen a Rajeev Ram ve druhém kole, je v další fázi vyřadil brazilsko-italský pár Rogério Dutra da Silva s Paolem Lorenzim ve dvou setech. Třetí deblový titul získal na antukovém Generali Open Kitzbühel 2018 s Argentincem Andrésem Moltenim po finálové výhře nad italsko-argentinskou dvojicí Daniele Bracciali a Federico Delbonis. Bodový zisk jej poprvé v kariéře posunul do elitní světové padesátky žebříčku čtyřhry, když 6. srpna 2018 figuroval na 48. místě.

## Finále na okruhu ATP Tour

### Čtyřhra: 8 (4–4)
| Legenda                   |
| ------------------------- |
| Grand Slam (0)            |
| Turnaj mistrů (0)         |
| ATP Tour Masters 1000 (0) |
| ATP Tour 500 (0)          |
| ATP Tour 250 (4–4)        |

| Stav      | č. | datum             | turnaj              | kategorie | povrch    | spoluhráč        | soupeři ve finále                   | výsledek           |
| --------- | -- | ----------------- | ------------------- | --------- | --------- | ---------------- | ----------------------------------- | ------------------ |
| Vítěz     | 1. | 7. května 2017    | Istanbul, Turecko   | ATP 250   | antuka    | Jiří Veselý      | Tuna Altuna Alessandro Motti        | 6–0, 6–0           |
| Vítěz     | 2. | 24. září 2017     | Petrohrad, Rusko    | ATP 250   | tvrdý (h) | Matwé Middelkoop | Julio Peralta Horacio Zeballos      | 6–4, 6–4           |
| Finalista | 1. | 26. května 2018   | Lyon, Francie       | ATP 250   | antuka    | Matwé Middelkoop | Nick Kyrgios Jack Sock              | 5–7, 6–2, [9–11]   |
| Finalista | 2. | 22. července 2018 | Umag, Chorvatsko    | ATP 250   | antuka    | Jiří Veselý      | Matwé Middelkoop Robin Haase        | 4–6, 4–6           |
| Vítěz     | 3. | 5. srpna 2018     | Kitzbühel, Rakousko | ATP 250   | antuka    | Andrés Molteni   | Daniele Bracciali Federico Delbonis | 6–2, 6–4           |
| Finalista | 3. | 23. září 2018     | Petrohrad, Rusko    | ATP 250   | tvrdý (h) | Matwé Middelkoop | Matteo Berrettini Fabio Fognini     | 6–7(6–8), 6–7(4–7) |
| Vítěz     | 4. | 10. února 2019    | Córdoba, Argentina  | ATP 250   | antuka    | Andrés Molteni   | Máximo González Horacio Zeballos    | 6–4, 7–6(7–4)      |
| Finalista | 4. | 31. července 2021 | Kitzbühel, Rakousko | ATP 250   | antuka    | Matwé Middelkoop | Alexander Erler Lucas Miedler       | 5–7, 6–7(5–7)      |

## Tituly na challengerech ATP
| Legenda                 |
| ----------------------- |
| Challengery (0 D; 15 Č) |
| Futures (5 D; 44 Č)     |

### Čtyřhra (15 titulů)
| Č.  | datum             | turnaj                          | okruh      | povrch      | spoluhráč         | poražení finalisté                    | výsledek                   |
| --- | ----------------- | ------------------------------- | ---------- | ----------- | ----------------- | ------------------------------------- | -------------------------- |
| 1.  | 14. června 2014   | Praha, Česko                    | Challenger | antuka      | Jiří Veselý       | Lee Hsin-han Čang Ce                  | 6–1, 6–3                   |
| 2.  | 2. srpna 2014     | Liberec, Česko                  | Challenger | antuka      | Jaroslav Pospíšil | Ruben Gonzales Sean Thornley          | 6–4, 6–3                   |
| 3.  | 20. září 2014     | Trnava, Slovensko               | Challenger | antuka      | Jaroslav Pospíšil | Stephan Fransen Robin Haase           | 6–4, 6–2                   |
| 4.  | 20. června 2015   | Poprad, Slovensko               | Challenger | antuka      | Jan Šátral        | Norbert Gombos Adam Pavlásek          | 6–2, 6–2                   |
| 5.  | 3. září 2016      | Como, Itálie                    | Challenger | antuka      | Andrej Martin     | Nils Langer Gerald Melzer             | 3–6, 6–1, [10–5]           |
| 6.  | 17. září 2016     | Banja Luka, Bosna a Hercegovina | Challenger | antuka      | Jan Šátral        | Andrea Arnaboldi Maximilian Neuchrist | 7–6(7–3), 4–6, [10–7]      |
| 7.  | 15. října 2016    | Casablanca, Maroko              | Challenger | antuka      | Andrej Martin     | Dino Marcan Antonio Šančić            | 6–4, 6–2                   |
| 8.  | 19. února 2017    | Cherbourg, Francie              | Challenger | tvrdý (h)   | Igor Zelenay      | Dino Marcan Tristan-Samuel Weissborn  | 7–6(7–4), 6–7(4–7), [10–6] |
| 9.  | 21. května 2017   | Heilbronn, Německo              | Challenger | antuka      | Antonio Šančić    | Adil Shamasdin Igor Zelenay           | 6–4, 6–1                   |
| 10. | 19. srpna 2017    | Cordenons, Itálie               | Challenger | antuka      | Zdeněk Kolář      | Matwé Middelkoop Igor Zelenay         | 6–2, 6–3                   |
| 11. | 5. listopadu 2017 | Eckental, Německo               | Challenger | koberec (h) | Sander Arends     | Ken Skupski Neal Skupski              | 6–2, 6–4                   |
| 12. | srpen 2021        | Liberec, Česko                  | Challenger | antuka      | Igor Zelenay      | Geoffrey Blancaneaux Maxime Janvier   | 6–2, 6–7(6–8), [10–5]      |
| 13. | říjen 2021        | Barcelona, Španělsko            | Challenger | antuka      | Harri Heliövaara  | Nuno Borges Francisco Cabral          | 6-4, 6-3                   |
| 14. | listopad 2021     | Eckental, Německo               | Challenger | koberec (h) | Jonny O'Mara      | Ruben Bemelmans Daniel Masur          | 6-4, 7-5                   |
| 15. | březen 2022       | Marbella, Španělsko             | Challenger | antuka      | Philipp Oswald    | Hugo Nys Jan Zieliński                | 7–6(8–6), 3–6, [10–3]      |

## Postavení na konečném žebříčku ATP

### Dvouhra
| Rok    | 2007  | 2008   | 2009   | 2010   | 2011   | 2012   | 2013   | 2014   | 2015    | 2016   | 2017–2024 |
| Pořadí | 1277. | ▲ 426. | ▼ 580. | ▲ 521. | ▲ 428. | ▼ 437. | ▲ 374. | ▼ 526. | ▼ 1059. | ▲ 924. | —         |

### Čtyřhra
| Rok    | 2004  | 2005    | 2006    | 2007    | 2008   | 2009   | 2010   | 2011   | 2012   | 2013   | 2014   | 2015   | 2016   | 2017  | 2018  | 2019  | 2020   | 2021  | 2022  | 2023   | 2024   |
| Pořadí | 1752. | ▲ 1288. | ▼ 1439. | ▲ 1169. | ▲ 307. | ▼ 342. | ▼ 374. | ▲ 233. | ▼ 306. | ▲ 231. | ▲ 137. | ▼ 215. | ▲ 104. | ▲ 59. | ▲ 49. | ▼ 64. | ▼ 108. | ▲ 87. | ▼ 91. | ▼ 119. | ▼ 309. |